# Vojašnica Murska Sobota
Vojašnica Murska Sobota je vojašnica Slovenske vojske, ki je nastanjena na Kopališki 4 (Murska Sobota).

## Enote
Bivše
- 76. protioklepna četa Slovenske vojske

Trenutne
- Center za usposabljanje - Samostojni vod Murska Sobota